# Sajkabogárformák
A sajkabogárformák (Scaphidiinae) a rovarok (Insecta) osztályában  a holyvafélék (Staphylinidae) családjának alcsaládja. Régebbi rendszertanok külön családként kezelték, megjelenésükben valóban kissé eltérnek a holyvák többségétől.

## Rendszerezés
Az alcsaládot a következő nemzetségekre és nemekre tagolják:
Cypariini (Achard, 1924)
Cyparium (Erichson, 1845)
Scaphidiini (Latreille, 1806)
Cerambyciscapha (Pic, 1915)
Diatelium (Pascoe, 1863)
Scaphidium (Olivier, 1790)
Euscaphidium (Achard, 1922)
Scaphiini (Achard, 1924)
Ascaphium Lewis, 1893
Episcaphium Lewis, 1893
Scaphium (Kirby, 1837)
Scaphisomatini (Casey, 1893)
Afroscaphium
Alexidia
Amalocera
Amaloceromorpha
Baeocera (Erichson, 1845)
Baeoceridium (Reitter, 1889)
Bironium (Csiki, 1909)
Caryoscapha (Ganglbauer, 1899)
Curtoscaphosoma
Kasibaeocera
Kathetopodion
Mordelloscaphium
Nesoscapha
Notonewtonia
Paratoxidium
Pseudobironiella
Pseudobironium
Sapitia
Scaphischema (Reitter, 1880)
Scaphisoma (Leach, 1815)
Scaphobaeocera
Scaphoxium
Sphaeroscapha
Spinoscapha
Termitoscaphium
Toxidium (LeConte, 1860)
Tritoxidium
Vickibella
Vituratella
Xotidium
Zinda
Közép-Európában a következő nemek képviselői fordulnak elő:
Scaphidium (Olivier, 1790)
Scaphisoma (Leach, 1815)

## Ismertebb magyarországi fajok
- Négyfoltos sajkabogár (Scaphidium quadrimaculatum) (Olivier, 1790)

## Képek

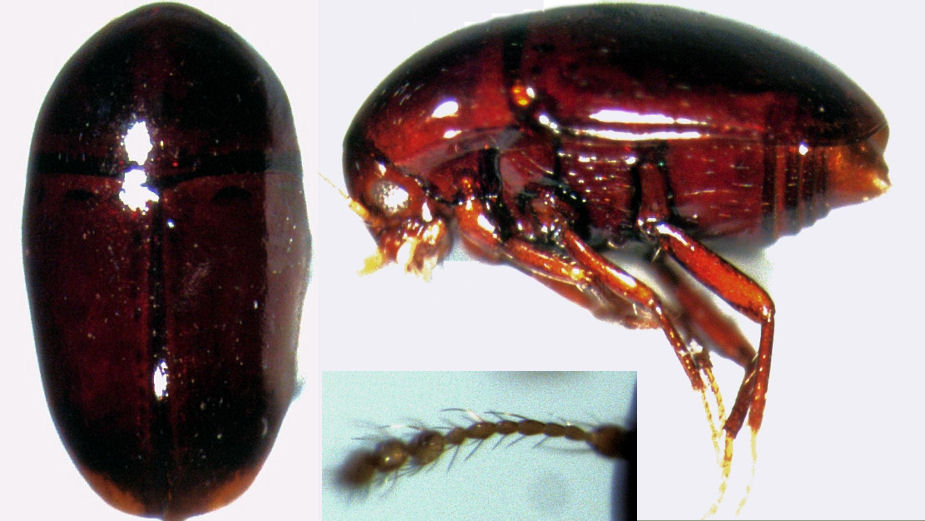
Baeocera tenuis (Scaphisomatini)
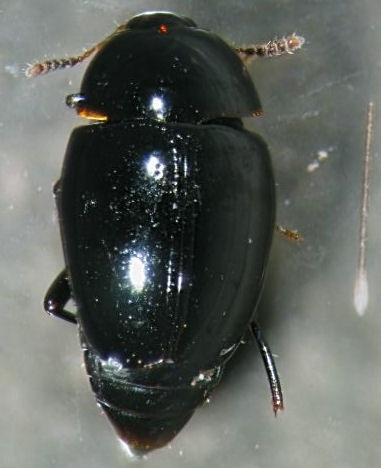
Cyparium thorpei (Cypariini)
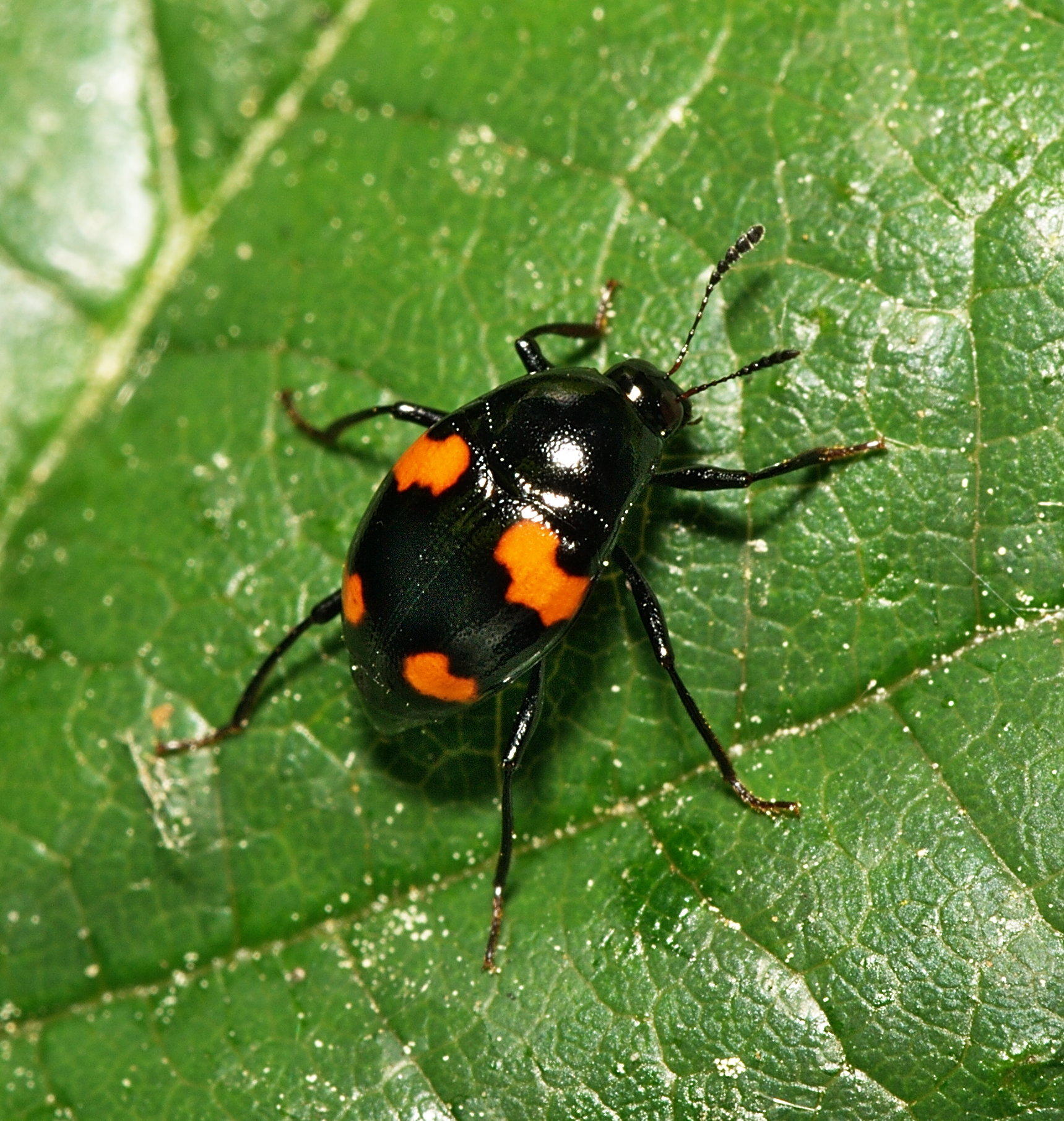
Scaphidium quadrimaculatum (Scaphidiini)
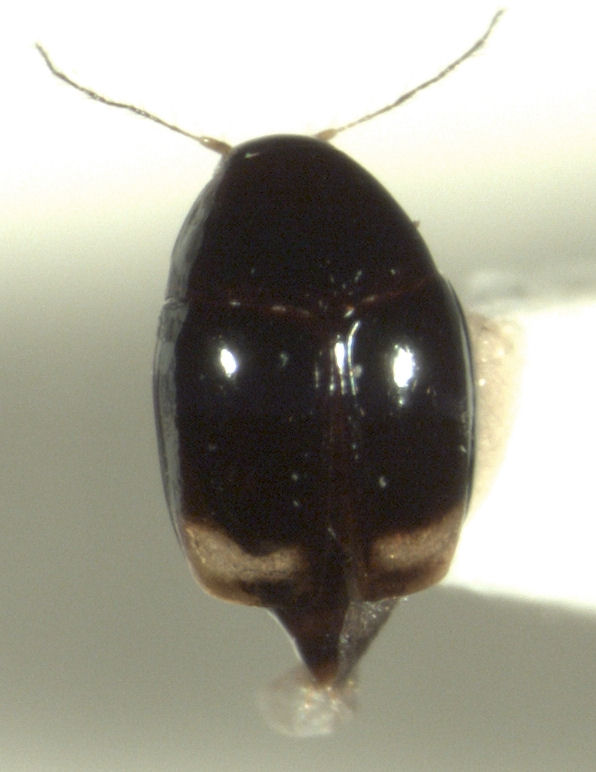
Scaphisoma funereum (Scaphisomatini)

## Fordítás
- Ez a szócikk részben vagy egészben  a   Scaphidiinae című norvég Wikipédia-szócikk fordításán alapul.  Az eredeti cikk szerkesztőit annak laptörténete sorolja fel. Ez a jelzés csupán a megfogalmazás eredetét és a szerzői jogokat jelzi, nem szolgál a cikkben szereplő információk forrásmegjelöléseként.